# Ялпаит
Ялпаит (англ. Jalpaite) — редкий минерал, сульфид меди и серебра, химическая формула Ag3CuS2. Образуется в низкотемпературных гидротермальных жилах при температурах менее 117 °C. Назван по месту первой находки — город Хальпа (Ялпа) в Мексике.
Открыт в 1858 году.

## Свойства
Ялпаит — минерал чёрного цвета с металлическим блеском. Имеет твердость по шкале Мооса 2-2,5, плотность — 6,82. Типичная примесь — железо. На воздухе Ялпаит тускнеет со временем, на нём образуется радужная побежалость.

## Название на других языках
- немецкий — Jalpait
- испанский — Jalpaita
- английский — Jalpaite